# Eleccions al Parlament de Galícia de 2001
Les Eleccions al Parlament de Galícia de 2001 se celebraren el 21 d'octubre. Amb un cens de 2.567.656 electors, els votants foren 1.544.687 (60,2%) i 1.022.969 les abstencions (39,8%). El Partit Popular de Galícia guanyà novament per majoria absoluta, i aconseguí el nomenament del seu candidat, Manuel Fraga Iribarne, com a president de la Xunta. El PsdeG és superat per segona vegada consecutiva pel Bloc Nacionalista Gallec, que tot i repetir com a segona força política, no aconsegueix augmentar el nombre de diputats ni de vots. Això els provocaria una crisi que se saldaria amb la dimissió de Xosé Manuel Beiras. La resta de partits polítics segueixen extraparlamentaris.
- Els resultats foren:

| ← Eleccions al Parlament de Galícia, 2001 → |         |       |        |
| Partit                                      | Vots    | %     | Escons |
| Partit Popular de Galícia                   | 791.885 | 51,62 | 41     |
| BNG                                         | 346.423 | 22,58 | 17     |
| PSdeG                                       | 334.819 | 21,83 | 17     |
| EU-IU                                       | 10.431  | 0,53  |        |
| Democràcia Progressista Gallega             | 6.938   | 0,45  |        |
| EdeG                                        | 5.001   | 0,33  |        |
| Partido de los Autónomos y Profesionales    | 4.481   | 0,30  |        |
| Partido Humanista                           | 4.137   | 0,27  |        |
| Fronte Popular Galega                       | 3.176   | 0,21  |        |
| Partido Social y Democrático de Derecho     | 646     | 0,04  |        |

A part, es comptabilitzaren 25.988 (1,7%) vots en blanc.

## Diputats electes

### Província de la Corunya
- Manuel Fraga Iribarne (PP)
- Jaime Alberto Pita Varela (PP)
- Fernando Rodríguez Corcoba (PP)
- María Marta Álvarez Montes (PP)
- María Elisa Madarro González (PP)
- María Corina Porro Martínez (PP)
- Ramón Sestelo Fernández (PP)
- Juan María Domingo Pedrosa Vicente (PP)
- Pilar Rojo Nogueira (PP)
- Juan Manuel Casares González (PP)
- María Martín Alonso (PP)
- María Pilar Ramallo Vázquez (PP)
- Xosé Manuel Beiras Torrado (BNG)
- María do Pilar García Negro (BNG)
- Xosé Henrique Tello León (BNG)
- Xesús Vega Buxán (BNG)
- Xesús Díaz Díaz (BNG)
- Domingos Merino Mejuto (BNG)
- José Luis Méndez Romeu (PSdeG)
- Miguel Cortizo Nieto (PSdeG)
- Natividad González Laso (PSdeG)
- Francisco Cerviño González (PSdeG)
- Marisol Soneira Tajes (PSdeG)
- Francisco Sineiro García (PSdeG)

### Província de Lugo
- Manuela López Besteiro (PP)
- José María García Leira (PP)
- Xosé Manuel Barreiro Fernández (PP)
- Sergio López García (PP)
- María Jesús Tapia Fernández (PP)
- María Susana López Abella (PP)
- Victoria Eugenia López Díaz (PP)
- Manuel Díaz Vázquez (PP)
- María de los Remedios Castedo Carballo (PP)
- Alberte Xullo Rodríguez Feixoo (BNG)
- Emilio López Pérez (BNG)
- Eduardo Gutiérrez Fernández (BNG)
- Ricardo Varela Sánchez (PSdeG)
- Ismael Rego González (PSdeG)
- Margarita Pérez Herráiz (PSdeG)

### Província d'Orense
- Inmaculada Rodríguez Cuervo (PP)
- Miguel Ángel Santalices Vieira (PP)
- Roberto Castro García (PP)
- José Manuel Baltar Blanco (PP)
- María Dolores Rodríguez Seijas (PP)
- Maximino Rodríguez Fernández (PP)
- Castor Gago Álvarez (PP)
- María José Caldelas Fernández (PP)
- Alfredo Suárez Canal (BNG)
- Xosé Henrique Rodríguez Peña (BNG)
- Xosé Francisco Ferreiro Abelleira (BNG)
- Francisco Javier Casares Mouriño (PSdeG)
- Laura Seara Sobrado (PSdeG)
- Pablo López Vidal (PSdeG)

### Província de Pontevedra
- Xosé Cuíña Crespo (PP)
- Enrique César López Veiga (PP)
- María Soledad Águeda Bueno Berrio-Ategortua (PP)
- Jesús Carlos Palmou Lorenzo (PP)
- María Beatriz González Loroño (PP)
- Bautista Álvarez Domínguez (BNG)
- Francisco Trigo Durán (BNG)
- María Olaia Fernández Davila (BNG)
- Salomé Álvarez Blanco (BNG)
- Bieito Lobeira Domínguez (BNG)
- Emilio Pérez Touriño (PSdeG)
- Dolores Villarino Santiago (PSdeG)
- Antón Louro Goyanes (PSdeG)
- Modesto Pose Mesura (PSdeG)
- Carmen Gallego Calvar (PSdeG)